# The Ne'er-Do-Well (pel·lícula de 1923)

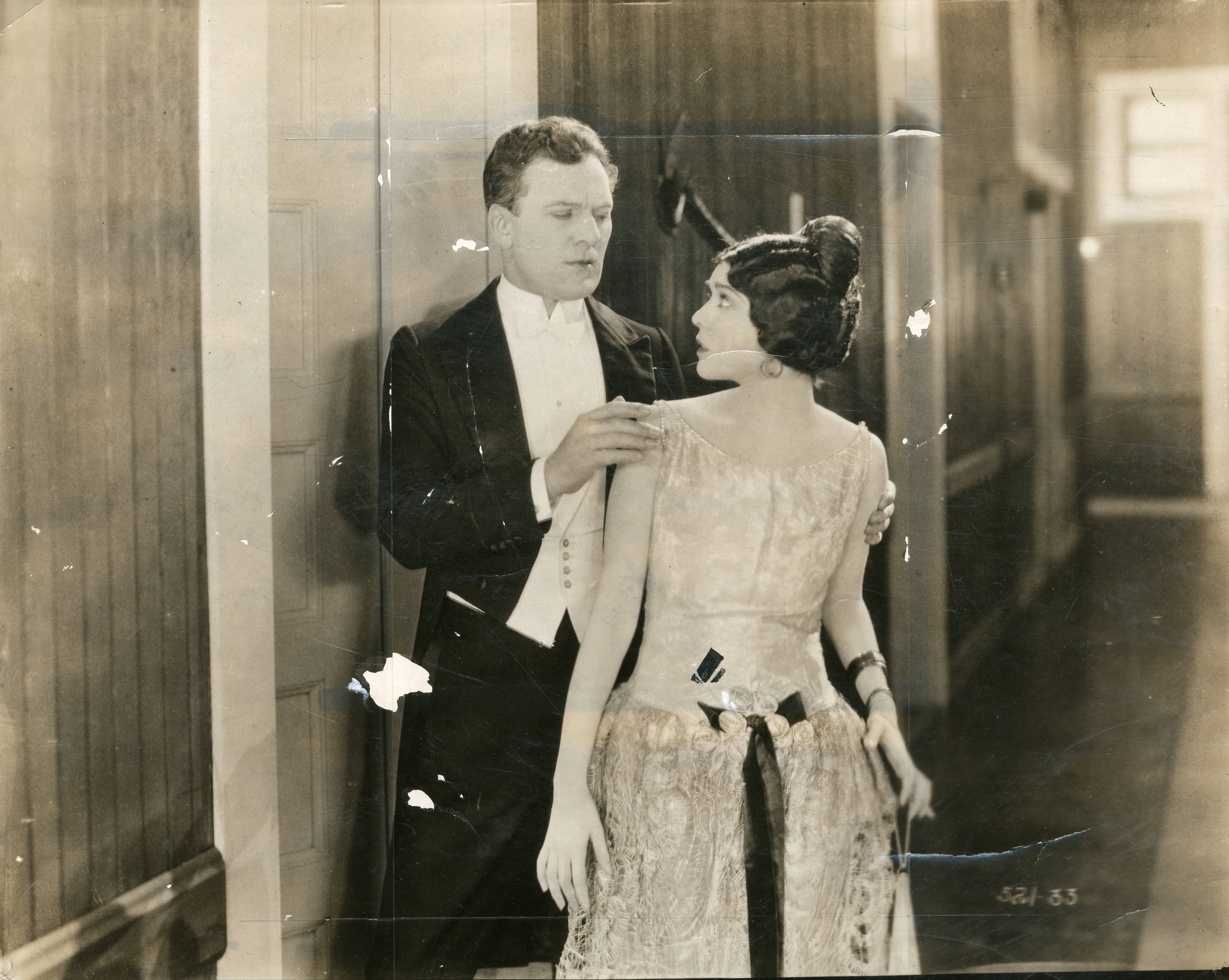
Thomas Meighan i Lila Lee en un fotograma de la pel·lícula

The Ne'er-Do-Well és una pel·lícula muda dirigida per Alfred E. Green i protagonitzada per Thomas Meighan i Lila Lee, entre d'altres. La pel·lícula es va estrenar el 29 d'abril de 1923. El guió de la pel·lícula, escrit per Rex Beach i Louis Stevens està basat en una novel·la amb el mateix títol escrita pel mateix Beach el 1911. Tot i que va una de les pel·lícules de més èxit d'aquell any, es considera una pel·lícula perduda.

## Argument
Kirk Anthony és un noi malgastador, aficionat a l'alcohol i desvagat que el seu pare no aconsegueix que canviï d'actitud. Fart de la situació un dia decideix prendre mesures dràstiques i fer que el noi s'espavili: després d'una nit de cabaret en la que el noi acaba completament intoxicat, es desperta dins d'un vaixell rumb a Panamà. Allà ha de buscar feina. Allà intenta ser seduït per Mrs. Edith Cortland a la vegada que ell s'enamora de Chiquita, la filla d'un general panameny. Gràcies a l'ajuda de Stephen Cortland, el marit d'Edith, aconsegueix feina al ferrocarril. En un ambient de revolució, Kirk coneix Allen Allan, un mercenari negre que li fa veure la necessitat de canviar la seva visió de la vida. Aleshores Stephen Cortland apareix mort i les sospites recauen sobre Kirk fins que Edith mostra una nota de suïcidi. Kirk aconsegueix que se li reconegui la seva feina en l'empresa ferroviària i retorna als Estats Units amb Chiquita on es reconcilia amb el seu pare.

## Repartiment
- Thomas Meighan (Kirk Anthony)
- Lila Lee (Chiquita)
- Gertrude Astor (Edith Cortlandt)
- John Miltern (Stephen Cortlandt)
- Gus Weinberg (Andres Garavel)
- Sid Smith (Ramón Alfarez)
- George O'Brien (Clifford)
- Jules Cowles (Allen Allan)
- Larry Wheat (Runnels)
- Arthur Degan (pare de Kirk Anthony)[6]

## Producció
La pel·lícula es va rodar els primers mesos de 1923. La producció es va haver d'aturar durant dues setmanes en agafar Astor una pneumònia. Part de la pel·lícula es va rodar durant 6 setmanes a Panamà i es va aprofitar per gravar escenes mentre es treballava en l'ampliació del canal. A part del guió, Rex Beach també va editar i va posar els subtítols a la pel·lícula.